# Сулета, Марсело
Марсело Хавьер Сулета (исп. Marcelo Javier Zuleta; род. 25 января 1964, Бериссо, Аргентина) — аргентинский футбольный тренер.

## Карьера
В качестве тренера начинал свою карьеру с юниорскими и молодёжными командами Аргентины. Затем возглавлял коллективы из Центральной и Латинской Америки, Балкан, Вьетнама, Саудовской Аравии. В 2005—2006 гг. Сулета занимал пост главного тренера сборной Никарагуа. В последнее время специалист трудился в Эквадоре. В 2019 году он являлся наставником клуба «Эль Насьональ». Затем он руководил «Портовьехо».

## Достижения
- Чемпион Гаити (1): 2002 (Увертюр)
- Обладатель Кубка Эквадора (1): 2024.